# (22649) 1998 OD12
1998 أو دي 12 (ويعرف أيضًا باسم (22649) 1998 أو دي 12 وفق تسمية الكوكب الصغير) (بالإنجليزية: 1998 OD12)‏ هو كويكب ضمن حزام الكويكبات؛ وترتيبه 22649 من حيث الاكتشاف.
اكتُشف هذا الجُرم الفلكي بواسطة جون بروفتون في 27 يوليو 1998.

## وصلات خارجية
- (22649) 1998 OD12 في قاعدة بيانات مختبر الدفع النفاث لأجرام النظام الشمسي الصغيرة

- الاكتشاف · مخطط المدار ·  العناصر المدارية · المعلمات المادية

- (22649) 1998 OD12 على موقع ويكي سكاي: DSS2, SDSS, GALEX, IRAS, Hydrogen α, X-Ray, Astrophoto, Sky Map, Articles and images